# شیلینگ تانزانیا
شیلینگ تانزانیا (به انگلیسی: Tanzanian shilling) (به سواحلی: Shilingi ya Tanzania) با کد ایزوی TZS، یکای پول رایج در کشور تانزانیا است. مسئولیت کنترل این یکای پول بر عهدهٔ بانک تانزانیا قرار دارد. هر شیلینگ به صد سنت (به سواحلی: Senti) بخش می‌شود.

## اسکناس‌ها
|  |  | ۱۰  | سبز        | ژولیوس نایرره | یادمان آروشا          | زرافه |
|  |  | ۲۰  | آبی و بنفش | ژولیوس نایرره | لاستیک‌سازی شرق آفریقا | زرافه |
|  |  | ۱۰۰ | قرمز       | ژولیوس نایرره | ماسای                 | زرافه |

| سری ۱۹۹۷ | سری ۱۹۹۷ | سری ۱۹۹۷ | سری ۱۹۹۷    | سری ۱۹۹۷ | سری ۱۹۹۷                              | سری ۱۹۹۷                       | سری ۱۹۹۷ | سری ۱۹۹۷     | سری ۱۹۹۷ |
| نگاره    | نگاره    | بها      | ابعاد       | رنگ      | شرح                                   | شرح                            | شرح      | تاریخ انتشار |          |
| رو       | پشت      | بها      | ابعاد       | رنگ      | رو                                    | پشت                            | ته‌نقش    | تاریخ انتشار |          |
| -------- | -------- | -------- | ----------- | -------- | ------------------------------------- | ------------------------------ | -------- | ------------ | -------- |
|          |          | ۵۰۰      | ۱۳۸ x ۶۹ mm | سبز      | نشان ملی، زرافه، گورخر                | برداشت میخک صدپر، مشعل آزادی   | زرافه    | ۱۹۹۷         |          |
|          |          | ۱,۰۰۰    | ۱۴۲ x ۷۱ mm | قرمز     | نشان ملی، زرافه، فیل آفریقایی         | معدن زغال‌سنگ، بانک مردم زنگبار | زرافه    | ۱۹۹۷         |          |
|          |          | ۱,۰۰۰    | ۱۴۲ x ۷۱ mm | قرمز     | نشان ملی، ژولیوس نایرره، فیل آفریقایی | معدن زغال‌سنگ، بانک مردم زنگبار | زرافه    | ۲۰۰۰         |          |
|          |          | ۵,۰۰۰    | ۱۴۵ x ۷۳ mm | ارغوانی  | نشان ملی، زرافه، کرگدن                | زرافه، کوه کلیمانجارو          | زرافه    | ۱۹۹۷         |          |
|          |          | ۱۰,۰۰۰   | ۱۴۹ x ۷۵ mm | نیلی سیر | نشان ملی، زرافه، شیر                  | بانک تانزانیا                  | زرافه    | ۱۹۹۷         |          |

| سری ۲۰۰۳ | سری ۲۰۰۳ | سری ۲۰۰۳ | سری ۲۰۰۳    | سری ۲۰۰۳        | سری ۲۰۰۳            | سری ۲۰۰۳                  | سری ۲۰۰۳ | سری ۲۰۰۳     | سری ۲۰۰۳ |
| نگاره    | نگاره    | بها      | ابعاد       | رنگ             | شرح                 | شرح                       | شرح      | تاریخ انتشار |          |
| رو       | پشت      | بها      | ابعاد       | رنگ             | رو                  | پشت                       | ته‌نقش    | تاریخ انتشار |          |
| -------- | -------- | -------- | ----------- | --------------- | ------------------- | ------------------------- | -------- | ------------ | -------- |
|          |          | ۵۰۰      | ۱۳۰ × ۶۳ mm | سبز             | گاومیش آفریقایی     | دانشگاه دارالسلام         | زرافه    | ۲۰۰۳         |          |
|          |          | ۱,۰۰۰    | ۱۳۵ × ۶۶ mm | آبی             | ژولیوس نایرره       | کاخ ریاست‌جمهوری           | زرافه    | ۲۰۰۳         |          |
|          |          | ۲,۰۰۰    | ۱۴۰ × ۶۹ mm | نارنجی و قهوه‌ای | شیر، کوه کلیمانجارو | دژ قدیمی، شهر سنگی زنگبار | زرافه    | ۲۰۰۳         |          |
|          |          | ۵,۰۰۰    | ۱۴۵ × ۷۲ mm | ارغوانی         | کرگدن سیاه          | معدن طلا، بانک تانزانیا   | زرافه    | ۲۰۰۳         |          |
|          |          | ۱۰,۰۰۰   | ۱۵۰ × ۷۵ mm | قرمز            | فیل                 | بانک تانزانیا             | زرافه    | ۲۰۰۳         |          |

| سری ۲۰۱۱ | سری ۲۰۱۱ | سری ۲۰۱۱ | سری ۲۰۱۱    | سری ۲۰۱۱ | سری ۲۰۱۱                                | سری ۲۰۱۱                                           | سری ۲۰۱۱           | سری ۲۰۱۱     |
| نگاره    | نگاره    | بها      | ابعاد       | رنگ      | شرح                                     | شرح                                                | شرح                | تاریخ انتشار |
| رو       | پشت      | بها      | ابعاد       | رنگ      | رو                                      | پشت                                                | ته‌نقش              | تاریخ انتشار |
| -------- | -------- | -------- | ----------- | -------- | --------------------------------------- | -------------------------------------------------- | ------------------ | ------------ |
|          |          | ۵۰۰      | ۱۲۰ x ۶۰ mm | سبز      | نشان ملی، عبید کرومی                    | دانشگاه دارالسلام و دانشجویانش در پوشش دانش‌آموختگی | بها، ژولیوس نایرره | ۲۰۱۱         |
|          |          | ۱,۰۰۰    | ۱۲۵ x ۶۵ mm | آبی      | نشان ملی، ژولیوس نایرره، سنگی در موانزا | گیاه قهوه، کاخ ریاست‌جمهوری                         | بها، ژولیوس نایرره | ۲۰۱۱         |
|          |          | ۲,۰۰۰    | ۱۳۰ x ۶۶ mm | نارنجی   | نشان ملی، شیر                           | نخل، دژ عربی عمانی در شهر سنگی زنگبار، چاپ‌نقش چوبی | بها، ژولیوس نایرره | ۲۰۱۱         |
|          |          | ۵,۰۰۰    | ۱۳۵ x ۶۷ mm | ارغوانی  | نشان ملی، کرگدن سیاه                    | معدن طلا                                           | بها، ژولیوس نایرره | ۲۰۱۱         |
|          |          | ۱۰,۰۰۰   | ۱۴۰ x ۶۸ mm | قرمز     | نشان ملی، فیل                           | بانک تانزانیا                                      | بها، ژولیوس نایرره | ۲۰۱۱         |